# 徳島県道291号竹ガ谷鷲敷線
徳島県道291号竹ガ谷鷲敷線（とくしまけんどう291ごう たけがやわじきせん）は、徳島県那賀郡那賀町を通る一般県道である。

## 概要
那賀郡那賀町竹ヶ谷から那賀郡那賀町阿井に至る。那賀郡那賀町の旧相生町相生地区を結ぶ。なお、竹ガ谷は「竹ヶ谷」と表記する場合もある。

### 路線データ
- 起点：那賀郡那賀町竹ヶ谷
- 終点：那賀郡那賀町阿井（国道195号交点）
- 総延長：15,042 m[1]

## 歴史
- 1959年（昭和34年）1月31日 - 徳島県道173号として認定。
- 1972年（昭和47年）3月10日 - 現在の路線番号で再認定。

## 路線状況
終点から走ると、しばらくの区間は勾配のきつい区間が一部に見られるものの、旧相生村の中心部を通っているため、郵便局などの主要な施設や集落が点在しており、概ね2車線が確保されている。ただし、それらの区間を過ぎると起点に向かって山間部の狭隘路線に変貌する。

### 道路施設

#### トンネル
- 相生トンネル：延長251 m、2011年（平成23年）竣工、那賀郡那賀町

## 地理

### 通過する自治体
- 徳島県
  - 那賀郡那賀町

### 交差する道路
| 交差する道路                                | 交差する場所 | 交差する場所 |
| ------------------------------------------- | ------------ | ------------ |
| 徳島県道292号西納大久保線                   | 西納         |              |
| 国道195号 徳島県道19号阿南鷲敷日和佐線 重複 | 阿井         | 終点         |

### 沿線
- 紅葉川
- 相生郵便局